# اتحادیه ایشواری‌پور
اتحادیه ایشواری‌پور (به لاتین: Ishwaripur Union) یک منطقهٔ مسکونی در بنگلادش است که در Shyamnagar Upazila واقع شده‌است.